# Академія наук Чеченської Республіки
Академія 
наук Чеченської Республіки (чеч. Нохчийн Республикин Ӏилманийн академи) — державна академія наук Чеченської республіки, центр наукових досліджень.

## Історія
Академія наук Чеченської Республіки була заснована в 1992 році. Її першим президентом став доктор хімічних наук, професор, заслужений діяч науки РФ, академік АН ЧР Хамзат Ібрагімов - великий учений і організатор науки. Першим віце-президентом був обраний кавказовед, доктор історичних наук Джабраїл Гакаєв.
Відразу ж після створення перед Академією встали серйозні проблеми, пов'язані із загальною деградацією всіх структур суспільства, включаючи науково-освітнє середовище, руйнуванням зв'язків зі спорідненими організаціями в інших суб'єктах СНД. Ситуація погіршувалася взятим новим керівництвом республіки курсом на розрив усіх зв'язків з Росією. Наступні перша і друга чеченські війни привели до ще більшого занепаду науково-освітньої сфери, руйнування матеріальної бази науки і освіти, відтік значної частини науково-педагогічних кадрів, знищення бібліотечних фондів та цілої низки інших негативних наслідків.
Незабаром після свого призначення керівником республіки 2000 року Ахмат Кадиров зустрівся з представниками наукової громадськості республіки. Після цієї зустрічі було прийнято рішення про відновлення Академії наук як державної наукової установи, розпочато фінансування, виділені кошти для публікації наукових праць вчених і будівництва будівлі для Академії наук Чеченської Республіки, так як стару будівлю було знищено під час військових дій.
У липні 2006 року після смерті Ібрагімова новим президентом АН ЧР був обраний доктор історичних наук, професор, академік АН ЧР Шахрудін Гапур.